# Puig Martorell
El Puig Martorell és una muntanya de 960 metres que es troba al municipi de Lluçà, a la comarca d'Osona.
Al cim s'hi pot trobar un vèrtex geodèsic (referència 286093001).